# Macromitrium astroideum
Macromitrium astroideum är en bladmossart som beskrevs av Mitten 1879. Macromitrium astroideum ingår i släktet Macromitrium och familjen Orthotrichaceae. Inga underarter finns listade i Catalogue of Life.